# 그들만의 부모 가이드
《그들만의 부모 가이드》(영어: Parental Guidance)는 2012년 개봉한 미국의 가족 코미디 영화이다. 앤디 피크먼 감독이 연출하고, 빌리 크리스털, 벳 미들러, 머리사 토메이, 톰 에버렛 스콧 등이 출연했다.

## 출연진
- 빌리 크리스털 - 아티 데커 역
- 벳 미들러 - 다이앤 데커 역
- 머리사 토메이 - 앨리스 데커시먼스 역
- 톰 에버렛 스콧 - 필 시먼스 역
- 베일리 매디슨 - 하퍼 시먼스 역
- 조슈아 러시 - 터너 시먼스 역
- 카일 해리슨 브라이트코프 - 바커 시먼스 역
- 제니퍼 크리스털 폴리 - 커샌드라 역
- 로다 그리피스 - 슈비어 박사 역
- 게디 와타나베 - 정(청) 씨 역
- 토니 호크, 스티브 리비, 린다 콘 - 본인 역